# 祁开仁
祁开仁（1908年—1991年），男，湖北武昌人，中华人民共和国军医，中国人民解放军少将，曾任军事医学科学院副院长。